# أتريمة ألطية
أتريمة ألطية (الاسم العلمي: Eutrema altaicum) هي نوع من النباتات يتبع جنس الأتريمة من الفصيلة الكرنبية.
سميت نسبة إلى جبال الألط في آسيا الوسطى.